# Born (Wiehengebirge)
Der Born ist ein 190,4 m ü. NHN hoher Berg im Wiehengebirge südlich von Bad Essen in Niedersachsen.

## Lage
Der bewaldete Born ist Teil des langgestreckten und fast durchgängig bewaldeten Wiehengebirges. Westlich (Sonnenbrink) und östlich (Westerberg) finden sich auf dem Hauptkamm nicht weit entfernte Berge, die etwa ähnlich hoch wie der der Born sind. Westlich des Borns finden sich auf dem  Hauptkamm des Wiehengebirges jedoch keine höheren Gipfel mehr. Nach Norden fällt der Berg in die Norddeutsche Tiefebene ab. Unmittelbar am Gebirgsfuß liegt die Stadt Bad Essen. Vom Sonnenbrink ist der Born durch den Pass mit der L 84 getrennt. Im Osten trennt der Born die Döhre mit dem Durchbruch des Eielstädter Mühlenbachs, der nördlich die Gräfte der Burg Wittlage speist, vom Westerberg. Der Eielstädter Mühlenbach entwässert das Gebiet Richtung Hunte. Im Süden fällt der Berg zur Wierau ab. Die Wierau zählt zum Flusssystem der Hase. Folglich verläuft in der Nähe des Gipfels die Weser-Ems-Wasserscheide.

## Tourismus
Unweit südlich des Gipfels verlaufen der Wittekindsweg, der E11, der DiVa Walk, der Bad Essener Rundweg und der Ems-Hase-Hunte-Else-Weg. Der TERRA.Track Megalosaurus führt über den Gipfel. An der bei Motorradfahrern beliebten L 85 liegt ein Waldhotel. Am Nordhang liegt der Aussichtspunkt „Himmelsterrasse“ und der zur Landesgartenschau 2010 angelegte Sole-Park.